# Vytautas Radžvilas

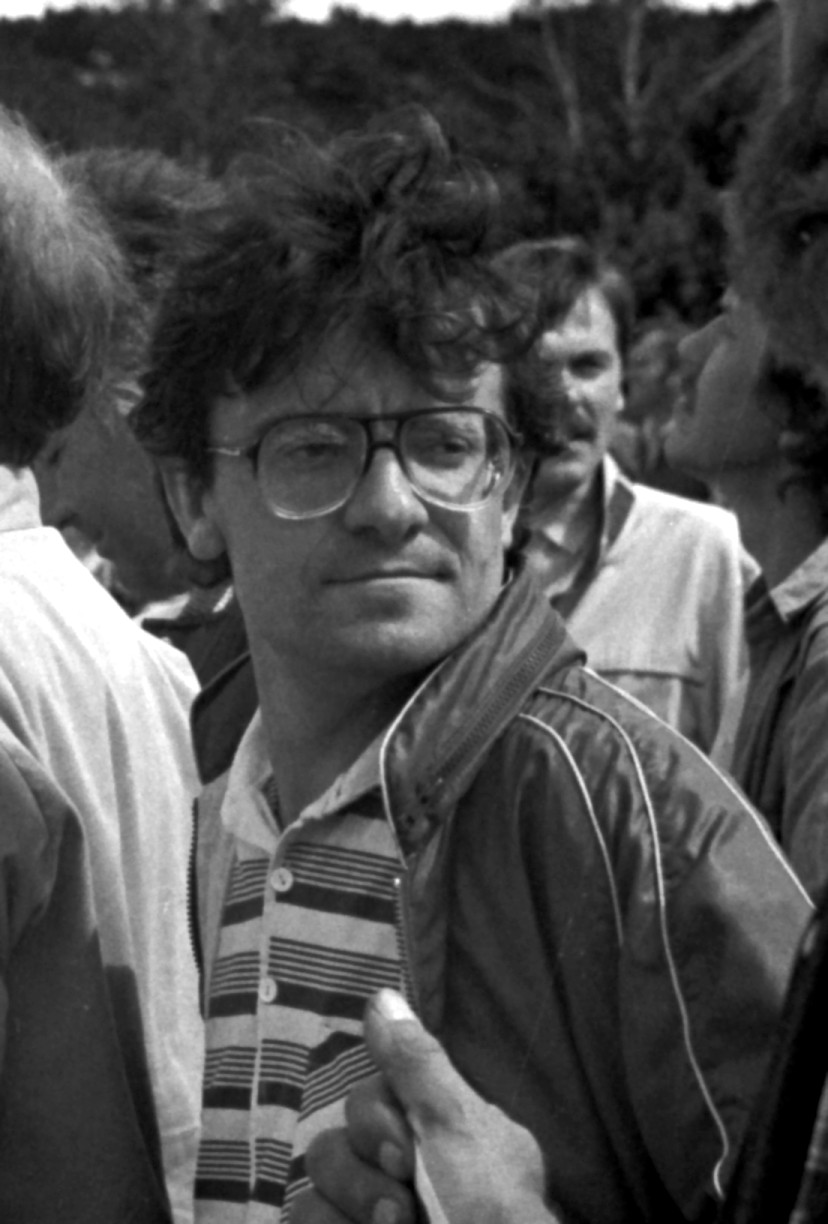
Vytautas Radžvilas in Juodkrantė, 1989

Vytautas Radžvilas (* 25. Januar 1958 in Vismantai, Rajongemeinde Pakruojis) ist ein litauischer Philosoph, Politologe, Professor und Politiker.

## Leben
Nach dem Abitur von 1975 bis 1980 an der Mittelschule Radviliškis studierte er von 1980 bis 1981 Psychologie und dann Philosophie an der Vilniaus universitetas in der litauischen Hauptstadt Vilnius. Von 1981 bis 1984  absolvierte er eine Aspirantur und 1987 wurde er promoviert (Thema „Prancūzų personalizmo istorijos filosofija“ bei Betreuer Bronislovas Genzelis). Danach lehrte er Philosophie und Politikwissenschaft. Seit 2020 ist er Professor.
2019 nahm er als Kandidat an der Wahl zum Europäischen Parlament mit seiner Bewegung   Visuomeninis rinkimų komitetas „Vytautas Radžvilas: susigrąžinkime valstybę!“ und war Listenführer.
Ab 1988 war er Mitglied von Sąjūdis. Von  1990 bis 1993 leitete er die liberale Partei Lietuvos liberalų sąjunga. Seit 2020 leitet er die konservative Partei Nacionalinis susivienijimas. 2020 ist er Listenführer seiner Partei bei Parlamentswahl in Litauen 2020.